# Атлетика на Медитеранским играма 2013 — троскок за мушкарце
Троскок у мушкој конкуренцији на Медитеранским играма 2013 одржан је у турском граду Мерсину 26. јуна, на Атлетском стадиону Невин Јанит.
Учествовало је 7 такмичара из 5 земаља.

## Земље учеснице
- Француска (1)
- Грчка (1)
- Италија (2)
- Шпанија (1)
- Турска (2)

## Сатница
Време (UTC+3).
| Датум         | Време | Ниво   |
| ------------- | ----- | ------ |
| 26. јун 2013. | 19:05 | Финале |

## Освајачи медаља
|                        |                         |                          |
| Данијеле Греко Италија | Димитриос Цијамис Грчка | Фабрицио Скембри Италија |

## Резултати
Седам такмичара директно учествује у финалу. Сваки такмичар има право да шест скокова, од којих се најбољи узима као крајњи резултат

### Финале
| Пл. | Атлетичарка               | Земља   | 1.    | 2.    | 3.    | 4.    | 5.    | 6.    | Резултат | Бел. |
| --- | ------------------------- | ------- | ----- | ----- | ----- | ----- | ----- | ----- | -------- | ---- |
|     | Данијеле Греко            | Италија | х     | 16,57 | 17,13 | -     | -     | -     | 17,13    | РМЕ  |
|     | Димитриос Цијамис         | Грчка   | 16,79 | 16,53 | 17,00 | 16,75 | 16,80 | X     | 17,00    |      |
|     | Фабрицио Донато           | Италија | X     | 16,58 | 16,62 | 16,58 | 16,51 | 16,61 | 16,62    |      |
| 4.  | Karl Taillepierre         | Турска  | х     | х     | 16,26 | х     | х     | х     | 16,26    |      |
| 5.  | Ашкин Караџа              | Турска  | 16,21 | X     | 15,87 | х     | х     | 16,12 | 16,21    |      |
| 6.  | Хосе Емилио Белиндо Марин | Шпанија | 15,87 | х     | х     | 15,63 | -     | 15,53 | 15,87    |      |
| 7.  | Микаил Јалчин             | Турска  | 15,21 | х     | х     | 15,12 | 15,27 | 14,77 | 15,27    |      |